# Гертруда фон Липе
Гертруда фон Липе (на немски: Gertrud zur Lippe; * ок. 1212; † 30 септември 1244) от род Липе е чрез женитба графиня на Равенсберг.

## Биография
Тя е най-малката дъщеря на граф Херман II фон Липе († 1229) и съпругата му Ода фон Текленбург († 1221), дъщеря на граф Симон фон Текленбург († 1202) и на графиня Ода фон Берг-Алтена († 1224).
Гертруда фон Липе се омъжва пр. 17 април 1236 г. за граф Лудвиг фон Равенсберг († 1249), четвъртият син на граф Херман II фон Равенсберг († 1221) и съпругата му Юта († сл. 1200), дъщеря на Лудвиг II Железния, ландграф на Тюрингия.
От 1240 г. Лудвиг строи замък Шпаренбург.

## Деца
Гертруда фон Липе и граф Лудвиг фон Равенсберг имат децата:
- Хедвиг († 8 юни 1265), омъжена за граф Готфрид фон Арнсберг († 1279)
- Юта († 17 май 1282), омъжена сл. 1 август 1244 г. за граф Хайнрих II фон Хоя († 1290)
- София († сл. 1275), омъжена за граф Херман фон Холте († сл. 1282)
- Гертруд († сл. 1266), омъжена за Лудолф IV/V фон Щайнфурт, господар на Ибург († сл. 1293)

Лудвиг се жени втори път пр. 6 май 1244 г. за Аделхайд фон Дасел († 14 септември 1263).